# (375) Ursula
(375) Ursula – planetoida z pasa głównego asteroid okrążająca Słońce w ciągu 5 lat i 192 dni w średniej odległości 3,12 j.a. Została odkryta 18 września 1893 roku w Observatoire de Nice w Nicei przez Auguste Charloisa. Pochodzenie nazwy planetoidy nie jest znane. Przed jej nadaniem planetoida nosiła oznaczenie tymczasowe (375) 1893 AL.